# 新桑塔倫
新桑塔倫（葡萄牙語：Santarém Novo），是巴西的城鎮，位於該國北部，由帕拉州負責管轄，始建於1961年12月29日，面積229.51平方公里，海拔高度30米，2010年人口6,141，人口密度每平方公里26.76人。